# María Moliner
María Juana Moliner Ruiz (Paniza, 30 mars 1900 - Madrid, 22 janvier 1981) est une bibliothécaire et lexicographe espagnole.
Elle est connue pour son Diccionario de uso del español (Dictionnaire d'usage de l'espagnol) publié en 1966-1967.

## Famille et les premières années
Fille d'un médecin de campagne de Paniza, Enrique Moliner Sanz (1860-1923) et de Matilde Ruiz Lanaja (1872-1932), elle est la seconde de trois enfants, Enrique (né le 15 août 1897) et Matilde (née le 7 juillet 1904). 
En 1902, selon le témoignage de María Moliner elle-même, les parents et les deux enfants plus âgés ont déménagé à Almazán (Soria) et presque immédiatement à Madrid, la capitale, où est née Matilde, la cadette. Les petits Moliner ont étudié à l'Institution libre d'enseignement, qu'a également fréquenté Américo Castro et qui a suscité chez María un intérêt pour la linguistique et la grammaire.

## Années de difficultés et de formation
Le père, après un deuxième voyage en Amérique en 1914, est resté en Argentine, en laissant sa famille. Cela a probablement poussé la mère à décider, en 1915, de quitter Madrid et de revenir en Aragon. Là, la famille subsiste essentiellement grâce à l'aide financière de María qui, malgré son jeune âge, avait commencé à donner des cours particuliers de latin, de mathématiques et d'histoire. Selon ses enfants, ces circonstances difficiles ont joué un rôle dans le développement de la personnalité de leur mère. 
María Moliner a commencé comme étudiante libre à l'Institut général et technique Cardinal Cisneros, en Madrid (entre 1910 et 1915) puis en juillet 1915 à l'Institut général et technique de Saragosse dont elle était officiellement étudiante dès 1917, et où elle a achevé ses études secondaires en 1918.

## Mise en route comme philologue et archiviste
À Saragosse, elle a été formée et a travaillé comme philologue et lexicographe de l'aragonais, études dirigées par Juan Moneva de 1917 à 1921, années durant lesquelles elle a collaboré à la réalisation du Dictionnaire aragonais de l'institution. La méthode de travail acquise et pratiquée dans cette institution a dû être très importante dans sa formation philologique et dans son travail ultérieur de lexicographe.
Elle est diplômée d'histoire en 1921, la seule spécialité existant à l'époque, avec les honneurs du « prix extraordinaire ». Sa sœur Matilde, diplômée de la même spécialité en 1925, fut assistante au sein du groupe d'études philologiques de l'Aragon.

### Études comme archiviste et bibliothécaire
L'année suivante, María Moliner est lauréate du concours organisé pour le corps universitaire des archivistes, bibliothécaires et archéologues. Elle est mutée en août aux Archives générales de Simancas, puis, en 1924, aux Archives de la délégation des finances à Murcie et quelques années plus tard, au début des années 1930, à Valence.
À Murcie, elle fait la connaissance de Fernando Ramón Ferrando, jeune diplômé en physique aux même idées de gauche qu'elle et ils se marient en 1925. Là-bas sont nés leurs deux premiers enfants : Enrique (qui deviendra un chercheur médical mentionné au Canada, décédé en 1999) et Fernando, architecte. À Valence naissent ses deux enfants : Carmen (philologue) et Pedro (ingénieur industriel, directeur de l'ETSI de Barcelone, qui est mort en 1986). Elle a été la première femme à enseigner à l'université de Murcie, à partir de 1924. 
Le travail de Moliner dans la décennie 1929-1939, très active dans la politique de la bibliothèque nationale, en particulier sous la République, a été bien mis en évidence
Son goût pour les fichiers, les bibliothèques et l'organisation de la diffusion culturelle, l'a amenée à réfléchir dans des plusieurs textes : bibliothèques rurales et réseaux de bibliothèques en Espagne ( 1935) et une participation très active au sein du groupe de travail publié, collectivement, la brochure Instructions pour le service des petites bibliothèques (1937), lié lien aux travaux des missions pédagogiques de la république. Elle a également dirigé la bibliothèque de l'université de Valence, elle a participé au Conseil d'acquisition de livres et des échanges internationaux, où elle a été chargée de faire connaître à l'univers des livres publiés en Espagne, et elle a développé des travaux importants et tant que membre de la section de bibliothèques du Conseil central des archives, des bibliothèques et du trésor artistique, créé en février 1937, où Moliner a été commandé du Paragraphe des bibliothèques scolaires.
Après la défaite des républicains dans la guerre civile espagnole, elle perd son poste de professeur, est transférée à Murcie et retournée aux archives financières de Valence.
En 1946, son mari est réhabilité comme professeur de physique à l'université de Salamanque. Ensuite, la famille déménage à Madrid, où il va et vient à donner ses cours, tandis que María rejoint la bibliothèque de l'École d'ingénieurs industriels de Madrid, devenant la directrice jusqu'à sa retraite en 1970.
Après cela, le ministère de l'Éducation et de la Science, par accord du 6 juillet 1970, a accepté de se joindre à l'Ordre civil d'Alphonse X de Castille, dans sa catégorie de Lazo. 

## La fin de sa vie
À la chute de la république, Moliner perd son poste de professeur en physique et María est envoyée à Valence, avec une diminution de 18 niveaux dans la hiérarchie. Son mariage avait été affecté par la guerre en 1946 où Fernando redevient professeur. C'est le moment où elle entre dans la Bibliothèque de l'École d'Ingénieurs Industriels (en bon français : École d'ingénieurs industriels) de Madrid, où elle restera en fonction jusqu'à sa retraite en 1970. Les dernières années de la vie de María Moliner ont été marquées par les soins de son mari, qui a pris sa retraite en 1962, malade et aveugle depuis 1968, et aussi pour le désir de polir et développer tranquillement son célèbre Diccionario de uso del español (Dictionnaire d'usage de l'espagnol) (publié en deux grands volumes en 1966-1967, vid. infra). Cependant, à l'été 1973 tout à coup sont apparus les premiers signes d'artériosclérose cérébrale, maladie qui l´a fait se retirer de toute activité intellectuelle. Son mari est décédé le 4 septembre 1974, fait qui met un terme à sa volonté de vivre. Elle a passé les six années suivantes, jusqu'à sa mort en 1981, à son domicile dans la rue Santa Engracia de Madrid, retirée du monde et au milieu de l'amour et des soins de sa famille (sa sœur Matilde, deux de ses enfants et de nombreux petits-enfants).

## Dictionnaire d'usage de l'espagnol
En 1952, son fils Fernando lui apporta un livre de Paris qui attira profondément son attention, le Oxford Advanced Learner's Dictionary de A. S. Hornby (1948). À elle qui, consciente des lacunes du DRAE (Dictionnaire de l'Académie royale espagnole), était déjà en train de confectionner des notes sur les mots, ce livre a donné l'idée de faire « un petit dictionnaire... en deux années ». À cette époque, elle a commencé à composer son Dictionnaire de l'usage de l'espagnol, entreprise énorme qui prendrait plus de quinze ans de travail, toujours à la maison. Sur requête de l'académicien Dámaso Alonso, qui a suivi avec intérêt son travail et avait des liens avec la maison d'édition Gredos, Moliner a finalement signé, en 1955, un contrat avec l'éditeur pour la future publication de l'ouvrage, dont l'édition typographique était extrêmement laborieuse.
Son Dictionnaire était un dictionnaire de définitions, de synonymes, d'expressions et de phrases toutes faites, ainsi que de familles de mots. En outre, elle a anticipé la gestion des graphèmes « Ll » dans le L, et « Ch » dans le C (critère que la RAE n'a pas suivi jusqu'en 1994), ou des termes d'usages couramment utilisés, mais que la RAE n'avait pas admis, comme cibernética (cybernétique), et a ajouté des règles grammaticales et une syntaxe avec nombreuses exemples.  Selon ses propres paroles : « Le dictionnaire de l'Académie est le dictionnaire de l'autorité. Dans le mien, on n'a pas eu beaucoup de considération pour l'autorité »... « Si je commence à penser à ce qu'est mon dictionnaire, il me vient une certaine présomption. C'est un dictionnaire unique au monde. »
La première (et la seule) édition originale autorisée par elle a été publiée en 1966-67 par la maison d'édition Gredos.
En 1998, une deuxième édition a été publiée, composée de deux volumes et un CD-ROM, ainsi qu'une édition abrégée en un seul volume. La troisième et dernière révision a été publiée en septembre 2007 et se compose de deux volumes.

## Relation avec l'Académie royale espagnole
Le 7 novembre 1972, l'écrivain Daniel Sueiro a interviewé María Moliner pour Heraldo de Aragón. Le titre était une question : « María Moliner sera-t-elle la première femme à entrer à l'Académie ? » Dámaso Alonso, Rafael Lapesa et Pedro Lain Entralgo l'avaient proposée. Mais l'élu, en fin de compte, sera Emilio Alarcos Llorach.
María Moliner disait : « Oui, ma biographie est très succincte : mon seul mérite, c'est mon dictionnaire. C'est-à-dire, je ne peux ajouter aucune œuvre pour faire une grande liste qui contribue à soutenir mon entrée à l'Académie […]. Mon œuvre, c'est mon dictionnaire. » Plus tard, elle a ajouté : « Bien sûr, c'est une chose indiquée qu'un philosophe — pour Emilio Alarcos — entre à l'Académie et moi, je reste dehors, mais si ce dictionnaire avait été écrit par un homme, il dirait : "Mais, pourquoi n'est-il pas membre de l'Académie ?" »
Elle n'a été pas admise peut-être à cause de sa condition de femme (elle aurait été la première femme dans l'institution), et non à cause de sa non-appartenance à la philologie académique. L'académicien Miguel Delibes, après la mort de l'ancienne candidate, a déclaré : « C'est dommage que, pour les circonstances particulières qui ont toujours entouré les questions de la présence des femmes dans l'Académie, María Moliner n'ait pas pu obtenir un siège à l'institution. »
Une de ses nécrologies a défini le résultat de cette injustice : « Une académicienne sans siège ».
L'écrivaine Carmen Conde, qui fut en 1978 la première femme admise à l'Académie, a toujours reconnu occuper le siège de María Moliner, et n'a pas oublié de la mentionner indirectement dans son discours inaugural en 1979 : « Votre noble décision met fin à une discrimination littéraire aussi injuste que vétuste. » 
Son plus récent biographe, Inmaculada de la Fuente, en résume les causes. Considérée comme une intruse, en quelque sorte, et parce qu'elle a étudié l'histoire à l'université de Saragosse, mais avait consacré sa vie au monde des archives et des bibliothèques, elle n'a pas été considérée comme une philologue. Elle a commencé à rédiger un dictionnaire, pas le dictionnaire qu'elle voulait faire initialement, mais un dictionnaire qui, de plus, remettait en question l'Académie royale espagnole.
Peut-être à titre de compensation, en juin 1973, l'Académie royale espagnole (ARE) lui a attribué, à l'unanimité, le prix Lorenzo Nieto López « pour son travail en faveur de la langue ». Cependant, à cause du rejet de María Moliner, largement médiatisé, l'ARE est devenue célèbre pour son attitude envers le féminisme. Dans les années suivantes, des critiques très dures ont fusé contre l'attitude de la plupart des académiciens.